# 콜로설
《콜로설》(영어: Colossal)은 나초 비가론도가 감독과 각본을 맡은 2016년에 제작된 SF, 액션, 코미디 영화이다. 앤 해서웨이, 댄 스티븐스, 제이슨 서데이키스, 오스틴 스토얼, 팀 블레이크 넬슨등이 출연했다. 2016 토론토 국제 영화제에서 전세계 최초 상영되었다.

## 출연
- 앤 해서웨이 - 글로리아[2]
  - 해나 체라미(Hannah Cheramy) - 어린 시절 글로리아
- 제이슨 서데이키스 - 오스카[3]
  - 네이선 엘리슨(Nathan Ellison) - 어린 시절 오스카
- 댄 스티븐스 - 팀[4]
- 오스틴 스토얼 - 조엘[5]
- 팀 블레이크 넬슨 - 가스[6]
- 루키야 버나드 - 마리[7]
- 애갬 다시 - 애쉬[7]